# Weitersfeld

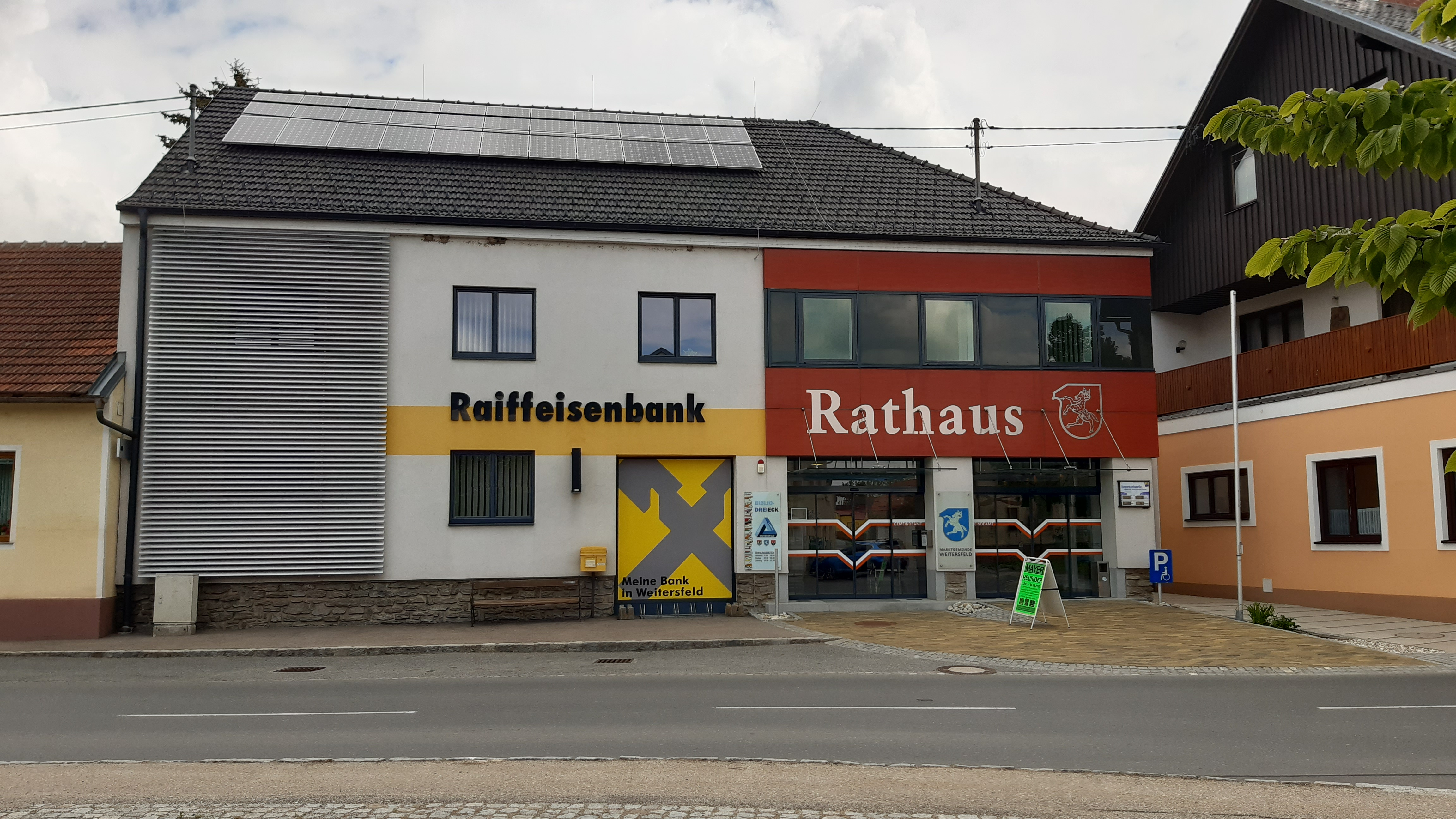
Gemeentehuis van Weitersfeld

Weitersfeld is een gemeente in de Oostenrijkse deelstaat Neder-Oostenrijk, gelegen in het district Horn (HO). De gemeente heeft ongeveer 1800 inwoners.

## Geografie
Weitersfeld heeft een oppervlakte van 87,2 km². Het ligt in het noordoosten van het land, ten noordwesten van de hoofdstad Wenen en iets ten zuiden van de grens met Tsjechië.
Altenburg · Brunn an der Wild · Burgschleinitz-Kühnring · Drosendorf-Zissersdorf · Eggenburg · Gars am Kamp · Geras · Horn · Irnfritz-Messern · Japons · Langau · Meiseldorf · Pernegg · Röhrenbach · Röschitz · Rosenburg-Mold · Sigmundsherberg · Sankt Bernhard-Frauenhofen · Straning-Grafenberg · Weitersfeld
- Gemeinsame Normdatei: 4357858-5
- Nationale Bibliotheek van Tsjechië: ge552337
- Virtual International Authority File: 243838996
- WorldCat: E39PBJrcgq34wxwdfj9T7GqWjC